# Crnogrla rujnica
Crnogrla rujnica (lat. Carpodacus roborowskii) je vrsta ptice iz porodice Fringillidae (zebe) koju dio znanstvene zajednice smatra dijelom roda Carpodacus, a dio ju svrstava u zaseban rod, Kozlowia. Živi na području Kine. Prirodna staništa su joj tundre.

## Vanjske poveznice
|  | Zajednički poslužitelj ima još gradiva o temi Carpodacus roborowskii |
|  | Wikivrste imaju podatke o taksonu Carpodacus roborowskii             |